# Dörfling (Bogen)
Dörfling ist ein Stadtteil von Bogen im niederbayerischen Landkreis Straubing-Bogen. Der Weiler liegt circa zwei Kilometer südöstlich von Bogen und ist über die Staatsstraße 2125 zu erreichen. 
Am 1. Januar 1971 kam Dörfling als Ortsteil der ehemals selbständigen Gemeinde Bogenberg zu Bogen.